# Bauhinia glabrifolia
Bauhinia glabrifolia är en ärtväxtart som först beskrevs av George Bentham, och fick sitt nu gällande namn av John Gilbert Baker. Bauhinia glabrifolia ingår i släktet Bauhinia och familjen ärtväxter.

## Underarter
Arten delas in i följande underarter:
- B. g. glabrifolia
- B. g. maritima
- B. g. sericea